# Rhodospatha dissidens
Rhodospatha dissidens är en kallaväxtart som beskrevs av Luis Aloysius, Luigi Sodiro. Rhodospatha dissidens ingår i släktet Rhodospatha och familjen kallaväxter. IUCN kategoriserar arten globalt som otillräckligt studerad.
Artens utbredningsområde är Ecuador. Inga underarter finns listade.